# Ormosia seclusa
Ormosia seclusa är en tvåvingeart som beskrevs av Alexander 1936. Ormosia seclusa ingår i släktet Ormosia och familjen småharkrankar. Inga underarter finns listade i Catalogue of Life.